# روبن یروشالمی
روبن یروشالمی (زاده ۱۳۲۸ اصفهان - وفات ۱۵ تیر ۱۴۰۰) استاد صنایع دستی فیروزه کوبی است.او سه فرزند دارد: یک دختر و دو پسر.
او در خانواده‌ای کلیمی در اصفهان به دنیا آمد. حرفهٔ پدرش، رحیم یروشالمی، صنایع دستی و فیروزه کوبی بود. روبن در ۱۲ سالگی به دلیل فقر خانواده ترک تحصیل کرد و کار پدر را پی گرفت. او همچنین از استادانی مانند الیاهو و سلیمان صدیق پور بهره برد.
روبن یروشالمی در اصفهان بهترین پرداخت را بر روی آن انجام داده و شاگردان متعددی پرورش داده‌است.